# Henri Gautreau
Pour les articles homonymes, voir Gautreau.
Henri Léon Xavier Gautreau, dit H.G, né au 56 rue du Four, dans l'ancien 1er arrondissement de Paris, le 23 mars 1859 et décédé en son domicile à Paris 20e, 129 rue Pelleport le 3 novembre 1947, est un inventeur, chaudronnier, lampiste, industriel-ferblantier.
Il est l'inventeur-fabricant de plus de 60 brevets, réchauds, fourneaux, lampes et calorifères à gaz d’alcool (de 1889 à 1907) puis d’ustensiles de cuisine et ménage (de 1907 à 1947) estampillés des initiales H.G. Après son décès en 1947, ses fils et petit-fils maintiendront la fabrique jusqu’en janvier 1968, soit une production familiale qui s’étalera sur quatre-vingts années.

## Biographie

### Chaudronnier à douze ans
Henri Gautreau est neveu du rosiériste-obtenteur Victor Étienne Gautreau (1817-1887), de Brie-comte-Robert (Seine-et-Marne), chez qui il fut élevé dès l'âge de 16 mois, et pendant une année, à la suite du décès de sa mère survenu en mai 1860, Paris 15e. Pourtant bon élève il quittera l'école à 12 ans, voulant travailler avec son père Xavier (1826-1905), un chaudronnier-étameur installé à son compte 63 rue Sainte-Anne à Paris 1er.

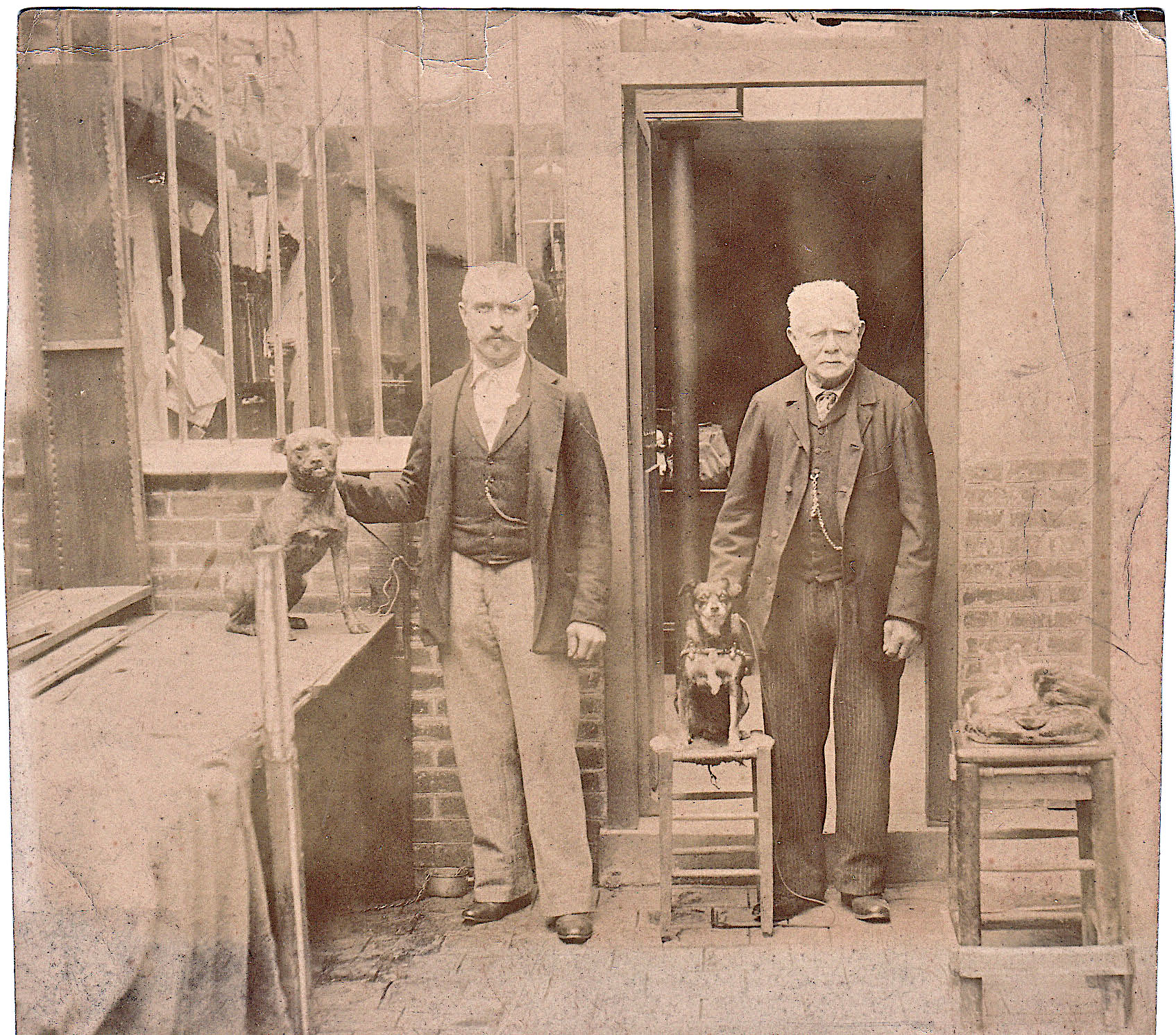
1897- Henri Gautreau et son père Xavier découvrent, au 30 rue des Amandiers, leurs prochains locaux de la fabrique de réchauds à Paris.

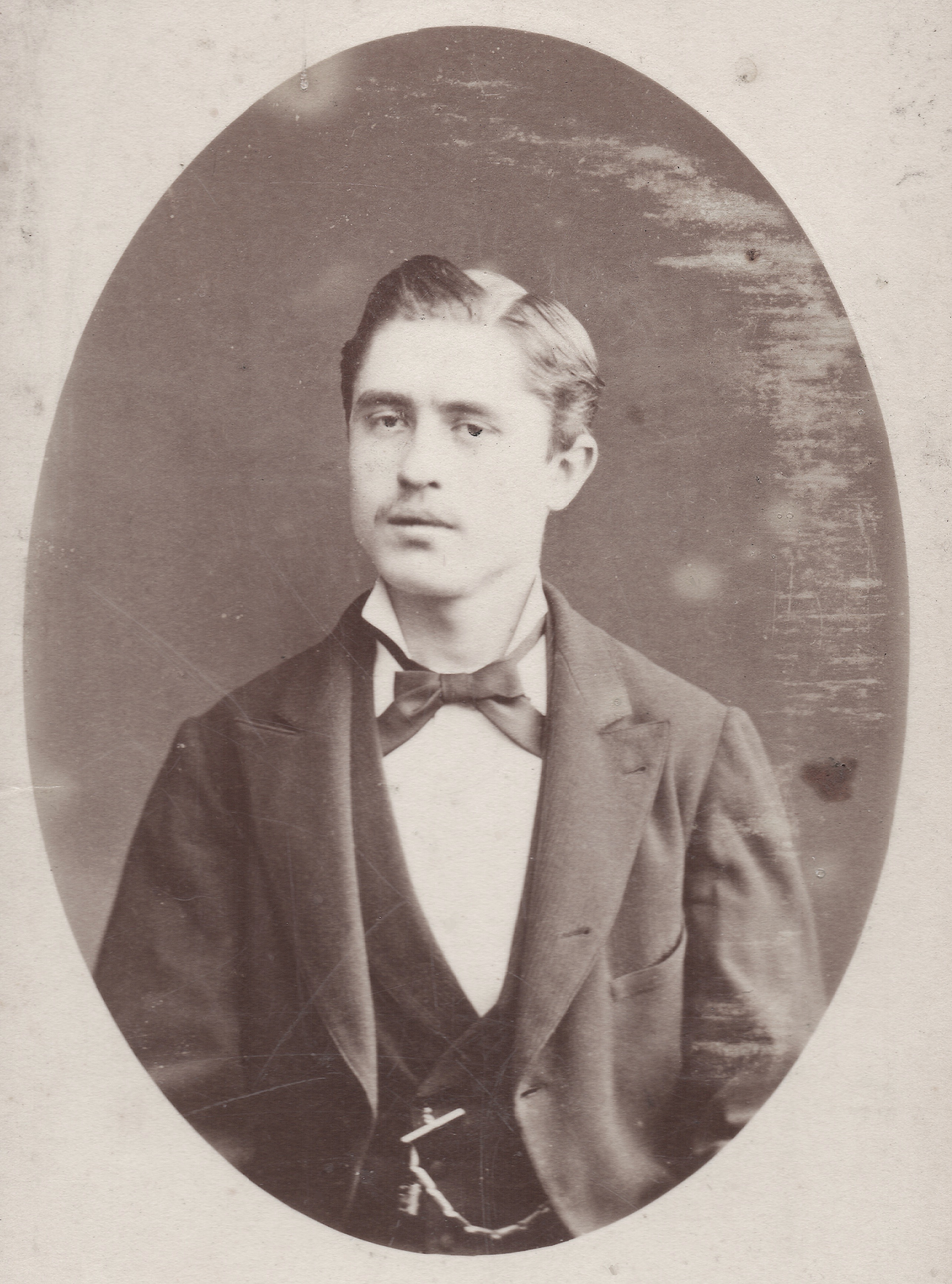
1877 - Futur inventeur de 18 ans, déjà bien initié au métier de chaudronnier - étameur par son père.

Henri Gautreau, extraits de « Principaux faits de ma vie »,
du 23 mars 1934
« (...) Le maître disait que j'écrivais comme un notaire.
Je ne savais pas devenir un pamphlétaire.
Tous les ans, j'avais le premier prix d'écriture,
Je ne pensais pas faire des paniers à friture (...).
À douze ans je faisais ma première communion,
J'ai quitté l'école pour gagner du picallion,
Ayant appris à boucher les trous des chaudrons,
Je me suis appliqué à faire des inventions (...).
Revenu chez mes parents, je travaillais dur
Dans un sous-sol restreint, respirant l'air impur,
Pendant dix-huit heures et bien souvent la nuit,
Malgré ma force, mon courage en était détruit (...) »

### Période des réchauds (1889-1927)
Quelques mois après sa sortie du service militaire qui dura cinq années (1880-1885), au 2e régiment d'artillerie-pontonnier à Angers, Henri Gautreau convole, en janvier 1886 à Paris 2e, avec Marie Raynal (1866-1945). Ils auront sept garçons, nés de 1886 à 1904, dont deux décédés en bas âge. Puis, installé modestement à Paris rue Hérold où il tient une petite boutique en location, Henri Gautreau commence par vendre des articles de ménage, et des irrigateurs dont il effectue les petites réparations en changeant le cuir des pompes.

#### 1889: créateur des réchauds transparents, de fourneaux, lampes et calorifères à alcool
Se spécialisant dans les appareils de chauffe et d'éclairage fonctionnant au gaz d'alcool, Henri Gautreau ajouta l'emploi d'un corps de verre pour le contenant à combustible. D’un aspect esthétique certain et avec des variantes déclinées en deux formes, quatre tailles et sept couleurs, le récipient en verre H.G permettait de faciliter l’entretien et la fonction du réchaud ou du fourneau, mais surtout de pouvoir surveiller le niveau de l’alcool dans le récipient - corps de chauffe habituellement composé de cuivre, de laiton ou de fer-blanc. Les verres très recuits étaient fabriqués chez un verrier de la banlieue et leur qualité testée à haute température pour assurer une chauffe sécurisée dans son utilisation quotidienne. Un verre qui se devait donc d’être plus performant que ceux utilisés habituellement pour les lampes à pétrole
Une annotation mettant en avant cette qualité apparaissait sur la page de couverture de son catalogue 1906 : « La Maison H. Gautreau offre Dix Mille Francs à la personne qui par un usage normal fera exploser un de ses réchauds à alcool muni du Réflecteur-Écran ».
Les moules en fonte laissaient ressortir en relief au cul des verres l’inscription H.G PARIS Breveté S.G.D.G. Henri Gautreau poussa même l’inspiration jusqu’à concevoir pour ses réchauds des verres carrés et triangles devant permettre un rangement optimisé.

##### Pour comprendre le choix du verre comme matériau pour ses réchauds

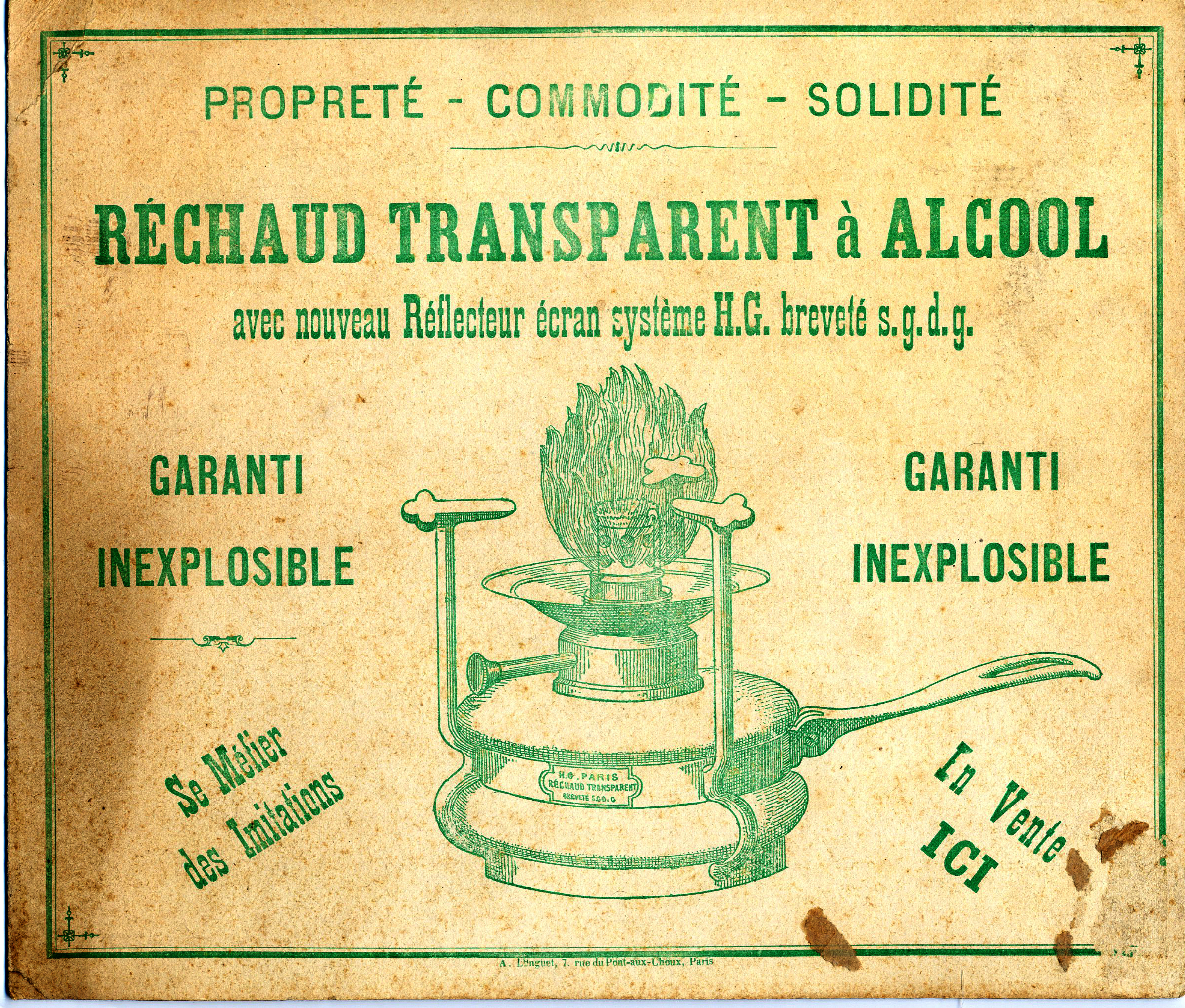
1899 - Carton publicitaire (25x22) du réchaud transparent H.G, affiché aux devantures de boutiques d'articles ménagers. Médaille d'or en 1897 à Paris.

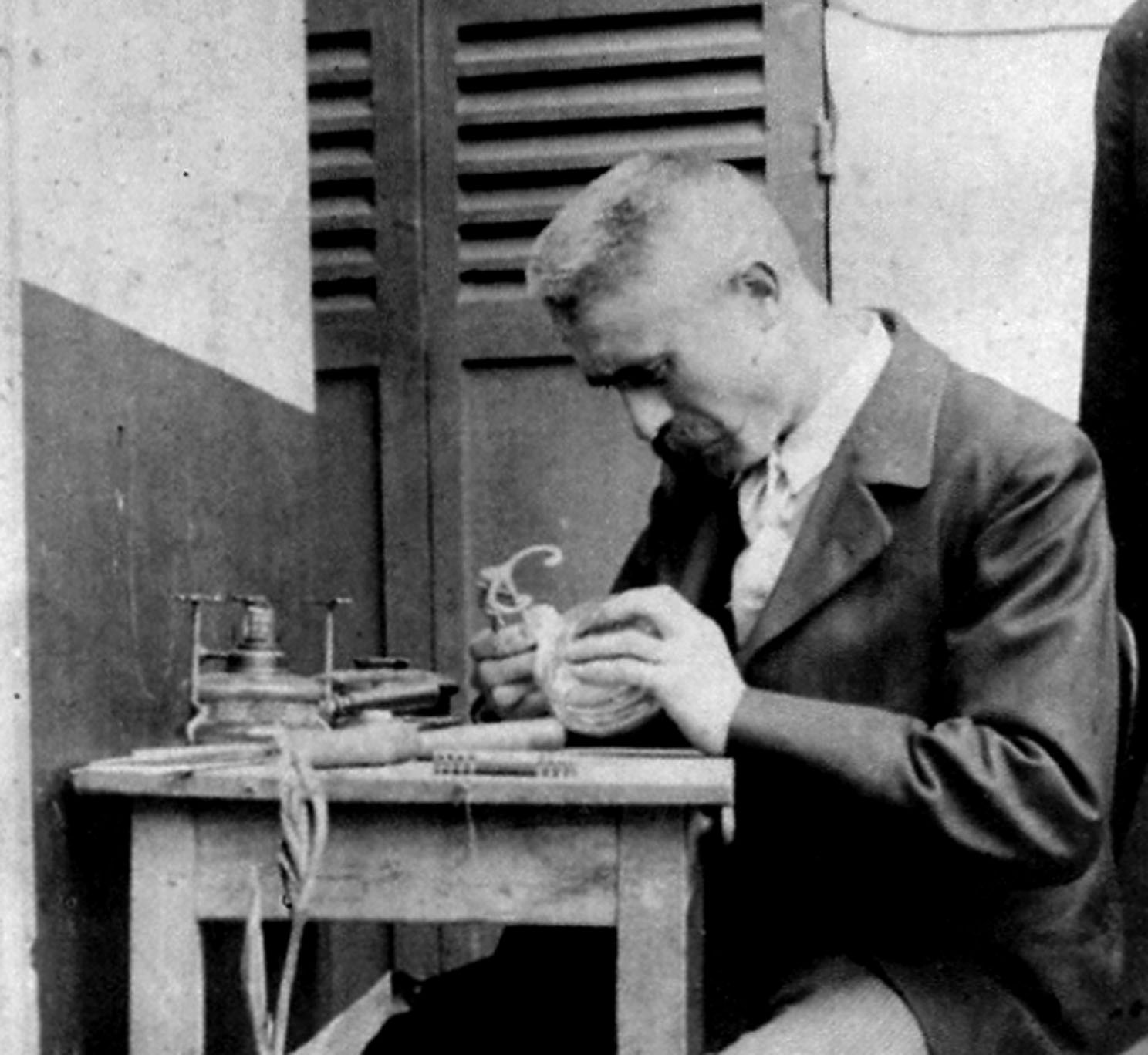
1901 - Henri Gautreau lors de la mise au point d'un nouveau modèle de réchaud, Paris rue des Amandiers.

Le choix du verre pour le corps des réchauds se fit à la suite d'un évènement traumatisant, quand un début d’incendie se déclara le 22 novembre 1886 dans son petit appartement, au sixième étage sous les toits. Un réchaud en fer-blanc rouillé tomba, se perça et mis le feu au grand rideau de la chambre, pièce où se trouvait son épouse Marie alors enceinte. Ce drame provoqua le soir même la naissance prématurée de leur fils aîné. Henri Gautreau se promit que cela ne devait pas recommencer, fini le fer-blanc comme contenant à combustible pour les réchauds. Il lui faudra plus de deux années pour mettre au point son réchaud à corps de verre, finalement breveté en novembre 1889.

##### Une entreprise en plein essor, rattrapée par la concurrence

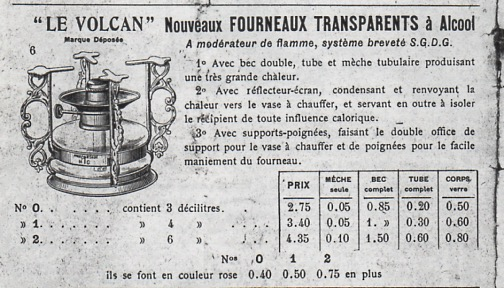
Extrait du catalogue H.G 1903 - Le fourneau à alcool Le Volcan, mettant en ébullition 1 litre d'eau en 4 min, obtient une médaille d'argent au concours de l'alcool 1902. En vente aux Galeries Lafayette et au Bon Marché de 1903 à 1911.

Plusieurs prix dont deux médailles d’or obtenues à Paris en 1897 et 1905 vont encourager Henri Gautreau à élaborer de multiples modèles et variantes de ses modèles. Activité grandissante dans la petite entreprise pour la fabrication puis la vente par les quincailleries et les grands-magasins parisiens et provinciaux, d’où l’embauche jusqu’à vingt-trois employés (soudeurs, représentants, etc.) avec un apogée de 1904 à 1912. D'où aussi deux déménagements successifs du siège et de l'atelier, d'abord rue Coquillière 1er arr., puis définitivement en 1897 au 30 rue des Amandiers 20e arr., tout du moins pour cette première entreprise.

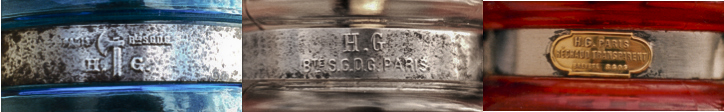
Trois formes d'estampage sur la ceinture centrale des réchauds transparents à alcool H.G.

Des modèles en verre de concurrents parisiens ne tardant pas à apparaître sur le marché, en 1903 Henri Gautreau joignit alors dans ses catalogues un feuillet avec la mention suivante : 

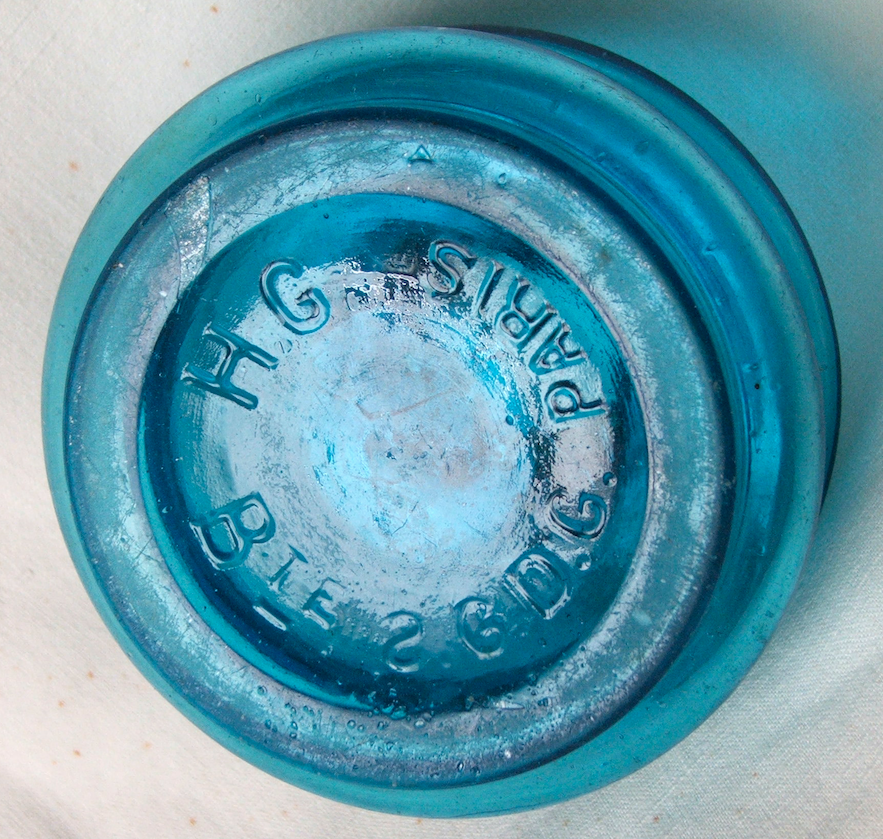
Inscription H.G. Paris B^{té} S.G.D.G. moulée en relief sous le corps de verre.

« AVIS - J’ai l’honneur d’appeler l’attention de tous mes clients sur les qualités remarquables de mes RÉCHAUDS TRANSPARENTS à modérateur de flamme avec bec muni du Réflecteur-écran breveté S.G.D.G. en se mettant en même temps en garde contre les imitations nombreuses qui se sont produites depuis quelques années. Mes réchauds à alcool sont reconnaissables principalement à la forme du corps de verre moulé dans un moule dont le modèle est ma propriété. Ensuite, ils sont munis d’une marque de fabrique régulièrement déposée, laquelle est placée en un point très apparent de la monture métallique du réchaud. Des imitations plus ou moins rapprochées de mon système sont offertes par des concurrents peu scrupuleux. elles seront poursuivies partout où elles seront rencontrées. Plusieurs de mes imitateurs, déférés à la juridiction correctionnelle ont été successivement condamnés aux dommages-intérêts à fixer par état avec frais et dépens. A vos ordres, recevez, M......, mes salutations empressées. H. GAUTREAU. Pour éviter les contrefaçons exiger la marque H.G PARIS, breveté S.G.D.G. DÉPOSÉE. »

#### 1906: Georges Bénard, ingénieur, successeur de la fabrique de réchauds H.G
Pour des raisons de santé H.Gautreau céda sa fabrique en 1906 à G. Bénard, jeune ingénieur de l’École de Commerce qu’il épaulera pendant deux années selon les conventions en vigueur. Cette période fut couronnée par un succès à l’exposition de Londres en 1908, une médaille d’or, « seule récompense accordée à cette industrie ». Avec G. Bénard la marque H.G pour les réchauds va ainsi perdurer jusque vers la fin des années 1920. La dernière trace connue dans les catalogues date de 1927, l’électricité et le gaz prenant le pas sur l’alcool d’autant que la fabrique n’aura plus vraiment fait évoluer ses modèles dans ses locaux rue des Amandiers.

#### Les modèles et créations H. Gautreau de 1889 à 1906
- Réchaud De Table en verre H.G.

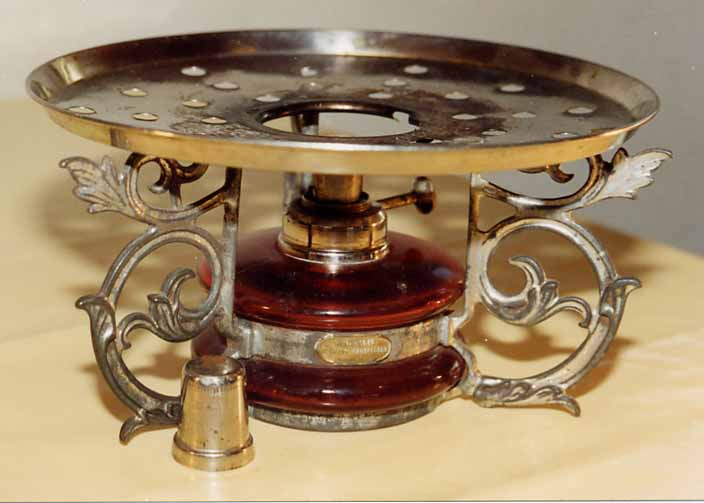
Réchaud De Table en verre H.G.

- Réchauds : Le Soigné, Le Démontable, Le Riche, de Table, L’Intermédiaire, L’Intermédiaire Riche, L’Unique, Le Réclame, L’Ordinaire, Le-Cent-Pareil, Les Inséparables, Le Parfait Démontable, de Voyage, Le Cuirassé, Le Soigné Triangulaire, Le Soigné Carré, L’intermédiaire Triangulaire, L’Intermédiaire Carré, Chauffe-assiette à alcool Le Parisien.
- Fourneaux : Le Volcan[19], Le Champion, Le Champion-Jumelle, L’Auxiliaire, L’Auxiliaire-Jumelle.
- Lampe : Lampe d’éclairage à l’alcool La Favorite[20] en suspension ou sur pied, Manchon Le Favori, Bec pour lampe à alcool, Verre de lampe H.G.
- Calorifère : Calorifère mobile à l’alcool L’Équateur[21].
- Poêlons : Poêlon condensateur, Poêlon Riche, Poêlon embouti Unique.
- Divers : Allumoir spécial, Support pour fer à friser, Bidon de sureté.

### Période des ustensiles de cuisine (1907-1968)
S’étant fait dérober une bonne partie de ses économies, et père de cinq fils encore mineurs (deux autres fils étant décédés en bas âge), Henri Gautreau se voit contraint de se relancer rapidement, poursuivant sur Bagnolet dans le domaine du fer-blanc avec des ustensiles pratiques pour la ménagère et à des prix abordables.

#### 1909: membre de la Société des Petits Fabricants et Inventeurs Français (SPFIF)
La SPFIF était l'association organisatrice du Concours Lépine auquel Henri Gautreau participa cette année 1909. Il y présenta ses dernières innovations parmi lesquelles la Marmite ou Casserole-Jardinière à compartiments ressortait du lot. Mise en valeur par les médias, puis acceptée à la vente dans les grands magasins elle restera son produit phare pendant quelques années.La revue scientifique OMNIA en consacra un article soigné et élogieux avec photo à l’appui, une telle attention dans cette revue pour un ustensile de cuisine pouvant paraître surprenant. L’accent de l’article fut mis sur sa fonction permettant une cuisson séparée des différents légumes afin de ne pas mélanger les saveurs dans une même eau contrairement à la Julienne, puis de conclure : « C’est pourquoi la marmite-jardinière, en venant à son aide, gagne ses lettres de noblesse, et mérite son titre d’invention utile ».
C’est principalement à cet ustensile que la Maison Gautreau doit ses trois Grands Prix et ses deux médailles d’or obtenus à Paris, Tulle et Châteauroux de 1910 à 1913. Elle sera fabriquée jusqu’en 1939.
C'est par le biais de cette association des Petits Fabricants et Inventeurs Français que, de 1909 à 1913, Henri Gautreau participa aux diverses expositions en France, Foire de Paris en 1912, mais aussi à l'étranger, comme lors de l'Exposition Universelle de Bruxelles de 1910 où une médaille de bronze lui fut décernée. Le journal Le Panthéon de l'industrie qui rapporta l'évènement qualifia Henri Gautreau d'inventeur-fabricant infatigable.

#### 1923: premier Salon des Arts Ménagers, auquel était intégré le deuxième concours Jean-Barès
La France vécut au début des années 1920 une remise en question dans le domaine des appareils ménagers. La situation économique provoquait la crise du personnel domestique. Désormais pour assumer bien souvent elles-mêmes leurs tâches ménagères, les maîtresses de maison avaient besoin d'appareils plus pratiques. Les États-Unis en avance sur la France en matière de crise commençaient d'expédier ses nouveaux appareils de cuisine et ménage. Ces importations coûtaient cher en dollars aux dépens de l'industrie française. Confiants en l'imagination fertile de ses inventeurs, les dirigeants français et Jules-Louis Breton de l'Office Nationale des Recherches et Inventions lancèrent un appel à concours avec des primes aux huit premiers lauréats. L'accent fut mis sur l'aspect pratique, rapide et confortable de l'utilisation des nouveaux matériels. Le but était aussi de faire connaître des appareils déjà existants, généralement ignorés de la majorité des acheteurs.
Le premier Salon des Arts ménagers, alors appelé « des appareils ménagers », eut lieu du 18 octobre au 4 novembre 1923 dans les baraquements de la Foire de Paris au Champ-de-Mars. Il rassembla 200 exposants. Henri Gautreau remporta le septième prix. Il se vit également remettre le quatrième prix du concours Jean-Barès, ; c'était un concours interne à celui du salon, « réservé aux inventeurs français, pères d’au moins trois enfants, qui auront fait les découvertes les plus utiles à l’industrie française ». En janvier 1924 la revue Recherches et Inventions chargée de rapporter l’évènement des deux concours consacra un numéro spécial du premier Salon où figurèrent dix appareils de Henri Gautreau dont on retiendra l’Éplucheur-laveur à manivelle et surtout le panier à salade bi-coque à barrettes métalliques. Celui-ci, surnommé Le Restreint, de fabrication entièrement mécanique, perdurera encore dans les années 1960, mais en une seule taille au lieu des trois tailles à l’origine. « Puis en juin de cette année 1924 la revue scientifique décrira plus en détail les ustensiles de H. Gautreau, cette fois-ci en rapport au concours Jean-Barès, mettant en évidence les nombreux avantages du panier bi-coque par rapport à la méthode traditionnelle de fabrication : « (...) le travail de la carcasse se trouve simplifié par le moyen d’un nouvel outillage créé entièrement par l’inventeur. Une armature, bande de tôle cambrée et perforée d’une fabrication entièrement mécanique et rapide supporte le fil de fer et n’exige que six branches de tôle au lieu de huit en fil de fer donnant la même solidité. Il suffit d’enrouler le fil dans les encoches et pour ce travail la main d’œuvre ne demande aucune connaissance spéciale. On évite enfin que l’ouvrière ne se déforme les doigts en ajustant et serrant les fils comme dans l’ancienne fabrication. L’outillage créé permet de faire l’enrobage du fil automatiquement et le rabattage des petites agrafes très rapidement. La moyenne de fabrication est de 150 paniers par jour par ouvrière, au lieu de 15 à 20 au plus à l’ancienne méthode. Enfin, pour faire les expéditions en province ou à l’étranger, les trois modèles de grandeurs de paniers se rentrent les uns dans les autres ; le poids est de 70  à   100 grammes moins lourd et moins volumineux, tout en étant aussi solide que les anciens modèles ». »

#### 1935: création du premier panier à salade souple et pliant
La vente du panier à salade bi-coque Le Restreint breveté en 1923 marchait bien d'autant qu'en mai 1932 Henri Gautreau et son fils Maurice conçurent un outillage baptisé le Balthazar qui en accéléra le rendement.
Mais ils n’en restèrent pas sur ce modèle de panier avec la conception d’un second d’une toute autre allure, marque Inox, dit Le Champion ou L’Extra-Souple, panier métallique pour usages multiples. Il se fabriquera en deux tailles jusque dans les années 1960. Ce panier souple avait la nouvelle particularité d'être peu encombrant, très léger et d’accompagner le mouvement de la salade pour en accentuer l’essorage lors du balancement du bras.
Le fil de tissage, très fin, fut copié sur les éponges métalliques. Bien coopératif le fabricant suisse de ces modèles d’éponges accepta de fournir le cylindre de fabrication, comprenant qu’il ne serait pas utilisé pour du tissage d’éponge. Cependant la mise au point de cette fabrication durera deux années. Pour être adaptable à sa nouvelle fonction Le cylindre d’occasion demanda rénovation et transformation. Le plus long fut de concevoir une filature de fil de fer assez résistante et souple à la fois afin que la maille ne casse pas au montage autour des cames en acier trempé. On utilisa du fil électrique galvanisé.
Enfin le 23 janvier 1936 Henri Gautreau surnomma Le Tabarin le nouvel outil à fabriquer les paniers Extra-Souples. Autour de cette délicate machine à tricoter un travail à la chaîne devait être prévu pour assurer chacune des quinze passes. Pour être rentable une seconde machine sera nécessaire après la guerre, avec une douzaine de sertisseuses, des outils à percer, couper, mettre en forme, cercler.

#### 1947: l’après Henri Gautreau

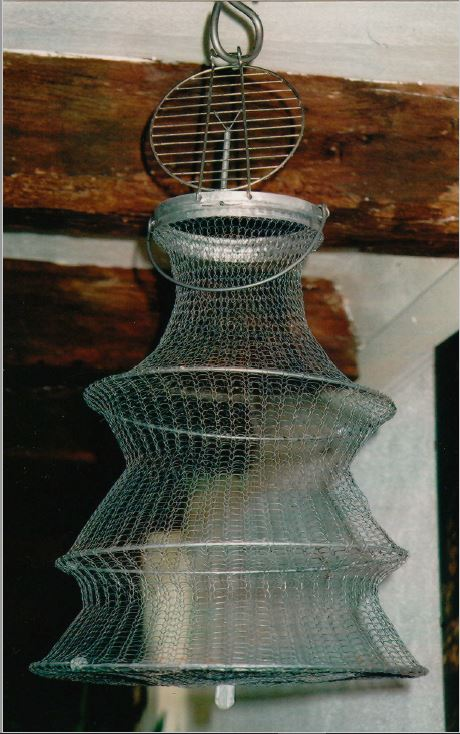
Le panier pliant H.G agrandi en bourriche La Parisienne, modèle 1950.

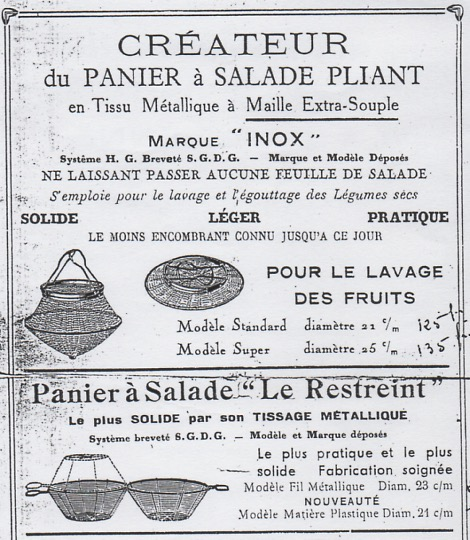
Extrait du catalogue H.G 1948 - Paniers à salade Inox dit L'Extra-Souple / Le Champion (brevet 1935), et le bi-coques dit Le Restreint (brevet 1923).

Ses fils poursuivront les perfectionnements de l’existant, avec pour le panier souple l’élaboration en 1950 d’une machine à les agrandir permettant la création d’une bourriche à poissons pliante à doubles gonflages, modèle La Parisienne. Une première dans le genre. De plus, son maillage fin évitait au poisson de s'écailler.
Les deux versions de paniers à salade H.G figurèrent dans les catalogues, dictionnaires et revues en rapport aux arts ménagers, avec une forte activité de vente dans les années 1950. C’est à ce moment-là qu’apparurent les nouveaux paniers souples à mailles dites Fouineteau (du nom du concepteur), maillage plus solide à fil inoxydable et d’un étamage plus facile à réaliser car non tissé en spirales comme H.G, ce sont les fabrications que l’on retrouve en 2016.
Vers 1952 à l’initiative d’un fabricant de matière plastique de l’Ain, Guillemin, deux modèles du bi-coque version plastique verront le jour sous licence. Ils étaient reconnaissables à leur forme conique d’origine et à leur marquage H.G breveté, made in France.                                             

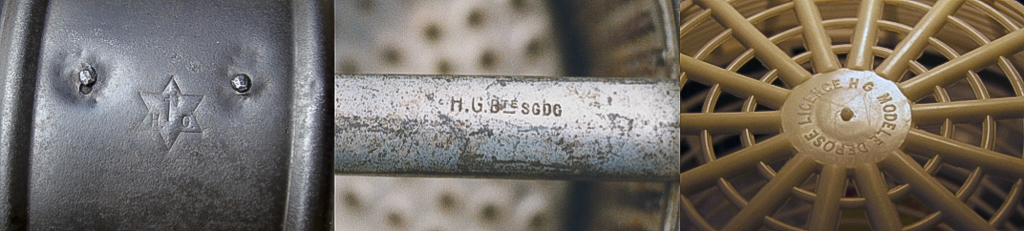
Trois formes d'estampage sur les ustensiles de cuisine H.G : Le torréfacteur/grilloir à réchauds (de 1919 à 1939), l'Éplucheur-Laveur (de 1922 à 1939), le panier à salade Le Restreint plastique (années 1950-1960).

Des versions tout en arrondies leur succédèrent rapidement, celles-ci créées par d’autres fabricants français de matière plastique. D'où dix-sept années de procès, de 1954 à 1961, sans cesse reportés de ville en ville, dont le gain final n'aura servi qu'à rembourser les frais d'avocats. Il y eut aussi des copies asiatiques illégales, de basse qualité, qui ralentirent également les ventes de la marque H.G avant l’extinction de la fabrique en janvier 1968, à bout de souffle. De même, les bénéfices qui étaient surtout reversés sur les salaires, ne se retrouvaient pas réinvestis dans une continuité vers la matière plastique ; pas plus que dans le domaine de l'électroménager comme a su le faire Jean Mantelet - aussi de Bagnolet - avec Moulinex, après le succès de son Moulin-légumes en 1931.

#### Les modèles et créations H. Gautreau et fils de 1907 à 1962
- Avant 1920 : Porte-allumettes à sonnerie (pour hôtels et cafés-restaurants) - Porte-allumettes perfectionné - Salière-double à sonnerie - Timbre de table façon électrique - Réveil-tirelire (pour enfants) - Anse démontable pour bouteilles -  Guide-mêches anti-fumée - Bac-égouttoir pour vaisselle - Lessiveur à tube injecteur mobile Le Lessiveur- Pince à lavette - Appareil coupe-légumes - Accroche serviettes et essuie-mains - Accroche-balai  - Brûloir à café pour gazinière et réchaud - Bassine à friture avec égouttoir - Couvercle spécial pour bassine à friture - Poêle à frire Coupe-Lyonnaise - Boîte à ordure La Wagonnette - Piège à mouches - Casserole-Légumière à grille double - Passoire-légumière vapeur avec grille - Casserole-Jardinière à compartiments - Marmite Culina - Casserole à légumes avec passoire - Essuyeur rallonge-plumeau - Panier salade le Restreint en toile - Dessous de bouteille de table spongieux à griffes - Pulvérisateur médical ou à parfum à diffusion perpétuelle - Arrache-bouchon.

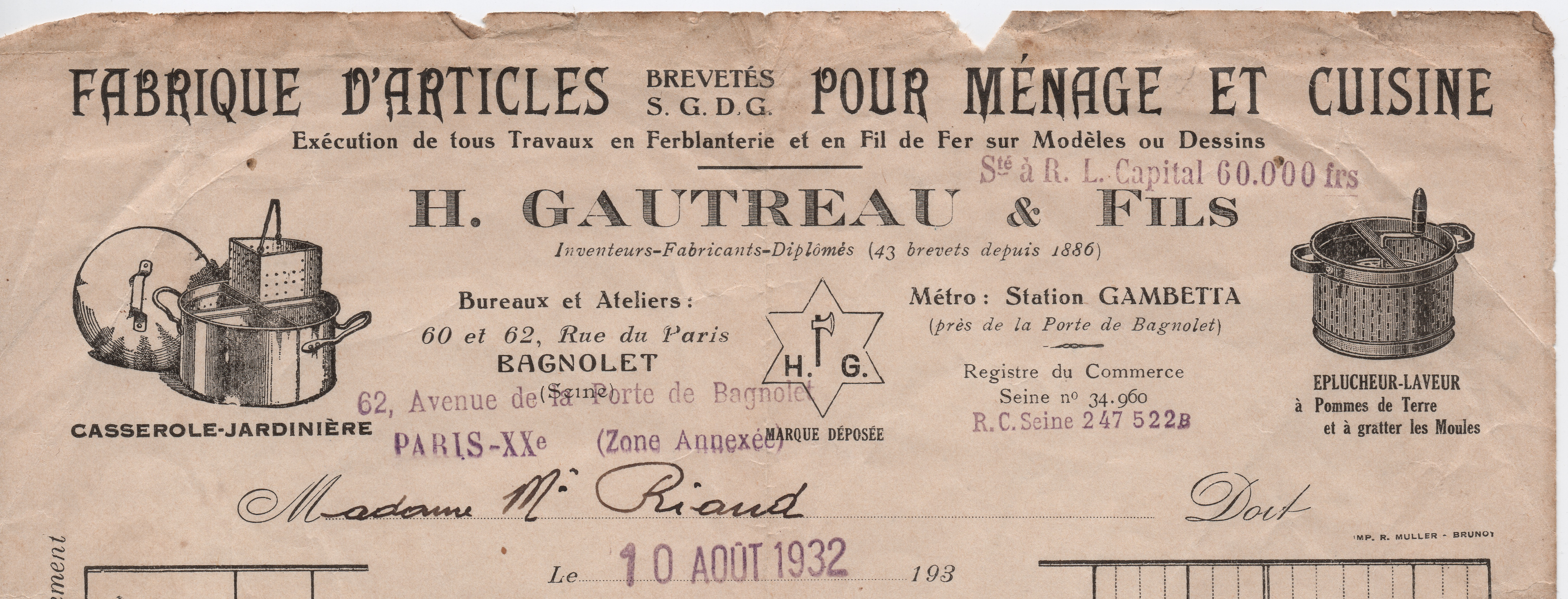
Année 1932, Bagnolet - En-tête de facture bien fourni. Le 23 mars 1931 la fabrique H. Gautreau devient H. Gautreau & fils.

- Après 1920 : Appareil rotatif pour épluchage rapide L’Éplucheur-Laveur - Panier à salade bi-coque Le Restreint - Nettoie-couteau - Polissoir à fourneau - Lavette-époussette - Panier à cuire les asperges Le Cuiseur - Grill à pain-réchauffe-plat - Égouttoir à friture avec poignées supports - Tendeurs à chaussures - Manche pour éponge métallique Spiro - Protecteur souple pour éponge et tampon métallique - Presse-purée à grille métallique Pilon-tamiseur - Panier à salade pliant et souple à usages multiples dit Le Champion, versions Extra et Inox - Dispositif protecteur pour supporter les fers à repasser les plats ou analogues - Bourriche à poissons La Parisienne - Bourrichette Justobu - Panier à salade Le Restreint version plastique.

### Liste des prix

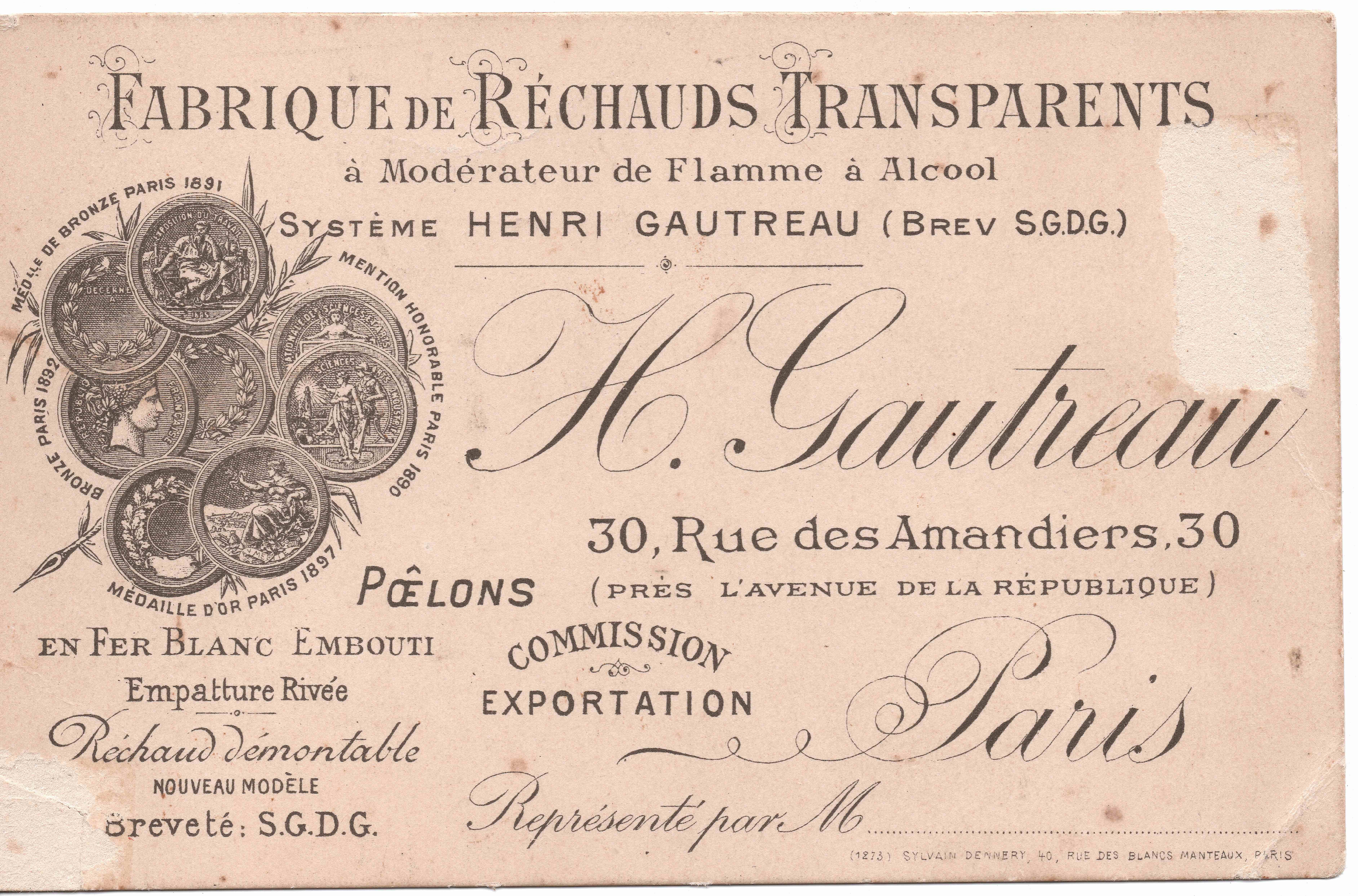
Année 1898, Paris 20e En vitrines idéales, les médailles obtenues trônent généreusement sur la carte de visite.

- Année 1898, Paris 20e En vitrines idéales, les médailles obtenues trônent généreusement sur la carte de visite. 1890, mention honorable à l'Exposition des sciences et arts industriels[50], Paris
- 1891, médaille de bronze à l'Exposition du travail, Paris
- 1892, médaille de bronze à l'Exposition des sciences et arts industriels, Paris
- 1897, médaille d'or à l'Exposition nationale, Paris
- 1900, mention honorable à l'Exposition universelle de Paris
- 1901, médaille d'argent à l'Exposition du travail, Paris
- 1902, médaille d'argent au Concours de l'alcool, Paris
- 1905, médaille d'or à l'Exposition universelle de Liège (Belgique)
- 1906, médaille d'argent à Paris
- 1908, médaille d'or à l'Exposition franco-britannique de Londres (Angleterre)[17]
- 1909, diplôme d'honneur et médaille de bronze au Concours Lépine[22], Paris
- 1910, médaille offerte par l'association des Inventeurs et Fabricants Français[51], diplôme d'honneur et médaille d'argent à Marseille ; médaille de bronze à l'Exposition universelle de Bruxelles (Belgique) ; médailles d'argent et d'or, et Grand prix à Paris
- 1911, médaille de vermeil offerte par Bonnet & Thirion[51] ; médaille d'or à Paris
- 1912, médaille d'argent à Paris ; médaille d'argent et Grand prix à Châteauroux
- 1913, médaille de bronze à l'Exposition universelle de Gand (Belgique) ; médaille d'argent à Paris ; Grand prix à Tulle
- 1923, 4e prix du Concours Barès ; 7e prix du premier Salon des appareils ménagers, Paris[52]

## Usines
Les implantations successives de la fabrique, sur Paris et la proche banlieue : En 1886 au 3 rue Hérold Paris 1er arr. ; vers 1890 au 41 rue Coquillière Paris 1er arr. ; en 1897 au 30 rue des Amandiers Paris 20e arr. ; en 1907 au 60 rue de Paris, à Bagnolet, qui devint en 1926 le 45 avenue de la Porte de Bagnolet Paris 20e arr. ; puis installation en 1945 au 54 rue Ramus Paris 20e arr. ; pour finir dès 1958 à Montreuil-sous-Bois au 28 rue de Villiers,,.

## Expositions
2006 : exposition temporaire, du 27 mai au 1er novembre, Musée des Ustensiles de cuisine anciens (A.M.U.C.A.), Saint-Denis-la-Chevasse, Vendée. D'où les articles dans les journaux : Ouest-France du lundi 5 juin « Ph. Gautreau inaugure la saison 2006 au musée des ustensiles » ; Le Journal du Pays Yonnais du jeudi 1er juin « Une exposition temporaire de qualité ».